# 新村街道 (武汉市)
新村街道是中华人民共和国湖北省武汉市江岸区下辖的一个街道办事处。
1956年建立，因新建职工宿舍多以某某新村命名，故取名新村街道。

## 行政区划
新村街道下辖以下村级行政区划单位：
劳动社区、铁北社区、新江岸社区、黑泥湖社区、桃园社区、为群社区、为二社区、航务社区、长一社区、转车楼社区、徐州社区、二七一社区、二七二社区、长二社区和铁南社区。